# Eurytyla
Eurytyla is een geslacht van vlinders uit de familie mineermotten (Gracillariidae).
Het geslacht omvat één soort:
- Eurytyla automacha Meyrick, 1893